# 細江町広岡
細江町広岡（ほそえちょうひろおか）は静岡県浜松市浜名区の大字。住居表示未実施。

## 地理
浜松市浜名区の中部、細江地区の中部に位置する。東・南で細江町中川、西で細江町小野及び細江町気賀、北で細江町三和と接する。

### 河川
- 都田川
- 井伊谷川

## 歴史

### 沿革
- 1889年（明治22年）4月1日 - 町村制の施行により、引佐郡広岡村が周辺の村と合併して引佐郡気賀町となる[WEB 7]。旧村名は気賀町の大字として残る[WEB 8]。
- 1937年（昭和12年）7月8日 – 気賀町の町名の読み方を「けが」から「きが」に変更する。
- 1951年（昭和26年）1月1日 - 中川村大字中川との間で境界変更を実施する[WEB 7]。
- 1955年（昭和30年）4月1日 – 気賀町が中川村と新設合併し、細江町となる。
- 2005年（平成17年）7月1日 – 細江町外10市町村が浜松市に編入される。大字広岡から細江町広岡へ住所表記が変更となる。
- 2007年（平成19年）4月1日 - 浜松市が政令指定都市となる。細江町広岡は北区の一部となる。
- 2024年（令和6年）1月1日 - 浜松市の行政区再編により、細江町広岡は浜名区の一部となる。

## 施設
- 静岡県立浜松みをつくし特別支援学校
- 厚生労働省静岡労働局浜松公共職業安定所細江出張所（ハローワーク細江）
- FDKエンジニアリング 本社・本社工場（FDKグループ傘下）
- 中村選果機 本社・本社工場
- 曹洞宗 長徳寺

## 交通

### バス
- 遠鉄バス43引佐線：（浜松駅 方面 - ）浜松みをつくし特別支援学校 - 気賀口（ - 気賀駅前 方面）
- 浜松市細江地域バス（細江みをつくしバス）（遠鉄タクシーに委託、事前予約制、月曜日及び水曜日のみ運行（祝日・振替休日・年末年始運休））

### 道路
- 国道362号
- 静岡県道261号磐田細江線（姫街道）

## その他

### 学区
小学校・中学校の学区は以下の通りである。
- 浜松市立気賀小学校
- 浜松市立細江中学校

### 警察
警察の管轄区域は以下の通りである。
| 番・番地等 | 警察署     | 交番・駐在所 |
| ---------- | ---------- | ------------ |
| 全域       | 細江警察署 | 中川交番     |

### 消防
消防の管轄区域は以下の通りである。
| 番・番地等 | 消防署   | 本署/出張所 |
| ---------- | -------- | ----------- |
| 全域       | 北消防署 | 本署        |

### WEB
1. ↑  “h02_22.csv”.   総務省 (2022年2月10日). 2024年8月17日閲覧。
2. ↑  “静岡県浜松市北区細江町広岡 (221350150)｜国勢調査町丁・字等別境界データセット”.   人文学オープンデータ共同利用センター. 2024年10月22日閲覧。
3. ↑  “静岡県 浜松市浜名区 細江町広岡の郵便番号 - 日本郵便”.   日本郵便. 2024年8月17日閲覧。
4. ↑  “市外局番の一覧”.   総務省 (2022年3月1日). 2024年8月17日閲覧。
5. ↑  “事業所案内及び管轄地域（事務所3件、分室3件）”.   一般社団法人静岡県自動車会議所. 2024年8月17日閲覧。
6. ↑  “住居表示実施状況／浜松市”.   浜松市 (2024年1月4日). 2024年8月17日閲覧。
7. 1 2  “historyofcities.pdf”.   静岡県総務部合併推進室・財団法人静岡県市町村振興協会. 2024年10月15日閲覧。
8. ↑  “解説ページ”.   株式会社エア. 2024年10月15日閲覧。
9. ↑  “学校名から探す／浜松市”.   浜松市 (2024年1月1日). 2024年8月17日閲覧。
10. ↑  “中川交番｜静岡県警察”.   静岡県警察 (2024年1月1日). 2024年8月17日閲覧。
11. ↑  “消防署の町別管轄「ほ」／浜松市”.   浜松市 (2020年3月25日). 2024年8月17日閲覧。